# 小象鮫
小象鮫（學名：Cetorhinus parvus），又名小象鯊、小姥鯊，是一種已滅絕的象鮫，生存於漸新世到中新世的西歐與北美洲。小象鮫的牙齒常在歐洲和美國的漸新世恰特期的沉積物中發現。

## 詞源
屬名「Cetorhinus」是來自希臘文的「海怪」或「鯨魚」及「鼻子」的意思，種小名「parvus」則是拉丁文「嬌小」的意思。